# Schuttgrube
Eine Schuttgrube ist eine Art Abfallgrube bzw. Müllgrube. Viele Dörfer und Gemeinden unterhielten vor der Ökologischen Wende in Deutschland solche Müllkippen. Oft wurde der Hausmüll der Dörfer bzw. Gemeinden in Sandgruben und anderen Erdgruben entsorgt.
Vor 1972 waren die Gemeinden für die Abfallentsorgung zuständig, was die hohe Anzahl der ehemaligen gemeindlichen Müllkippen erklärt. In jeder Gemeinde gab es meist eine oder mehrere gemeindliche „Schuttgruben“.
Bis heute sind diese zahllosen, nicht abgedichteten Schuttgruben ein ökologisches Problem und eine Gefahr für das Trinkwasser.